# Галбів
Галбів (пол. Hałbów) — колишнє лемківське село, а тепер — присілок села Дошниця у Ясельському повіті Підкарпатського воєводства Республіки Польща. Територія входить до гміни Новий Жміґруд.

## Розташування
Лежить на північних схилах Низьких Бескидів.

## Історія
Згадується в податковому реєстрі 1581 року як село у власності Стака в Бецькому повіті, належало до парохії Крампна, було 1 селянське подвір'я і господарство солтиса.
Парафіяльна школа в Дошниці служила також і для сіл Явір'я і Галбів. В 1841 р. в ній учителював Іван Скимбович. В 1888 р. в центрі села споруджено нову 4-класну школу.
Тилявська схизма призвела до переходу до Польської православної церкви більшості жителів.
Восени 1944 р. фронт зупинився за 5 км від села і німці за один день вигнали всіх жителів чотирьох сіл: Дошниці, Галбова, Котані та Явір'я. Родини без малих дітей вивезли на роботи до Німеччини, а решту відправили на будівництво оборонних споруд у Карпатах.
До 1945 року було майже чисто лемківське населення: з 280 жителів села — 270 українців і 10 євреїв.
До 1945 р. село належало до греко-католицької парохії Дошниця Дуклянського деканату, до якої також входили Березова, Явір'я, Скальник і Кути. Метричні книги провадились від 1784 р.
Після проходження фронту більшість хат були спалені або розібрані. Не було, що їсти й де жити, тому більшість були задурені обіцянкою будинків, землі, хліба і добробуту й погодились в 1945 р. на переселення в СРСР. А решта (3 особи) в 1947 році між 25 і 31 травня в результаті операції «Вісла» були депортовані на понімецькі землі Польщі, знелюднілу територію села включили до сусідньої Дошниці.